# Scherma alla VII Universiade
Il torneo di scherma della VII Universiade si è svolto a Mosca in Russia nel 1973.

## Podi

### Uomini
| Evento                          | Oro               | Argento          | Bronzo                                                                                         |
| Fioretto individuale (dettagli) | Vasyl' Stankovyč  | Mihai Tiu        | Stefano Simoncelli                                                                             |
| Sciabola individuale (dettagli) | Vladimir Nazlymov | Pál Gerevich     | Dan Irimiciuc                                                                                  |
| Spada individuale (dettagli)    | István Osztrics   | Gábor Muskovszky | Boris Lukomsky                                                                                 |
| Fioretto a squadre (dettagli)   | Unione Sovietica  | Polonia          | Ungheria                                                                                       |
| Sciabola a squadre (dettagli)   | Unione Sovietica  | Ungheria         | Polonia                                                                                        |
| Spada a squadre (dettagli)      | Unione Sovietica  | Ungheria         | Italia Marcello Bertinetti Gianfranco Mochi John Pezza Gianluigi Placella Pier Alberto Testoni |

### Donne
| Evento                          | Oro                  | Argento      | Bronzo             |
| Fioretto individuale (dettagli) | Valentina Burochkina | Elena Belova | Valentina Nikonova |
| Fioretto a squadre (dettagli)   | Unione Sovietica     | Romania      | Polonia            |